# Championnat de Biélorussie de baseball
Le championnat de Biélorussie de baseball se tient depuis 1999. Il réunit l'élite des clubs biélorusses sous l'égide de l'ABL. Le premier champion fut le Sdusor I Minsk et le tenant du titre est le Brest Zubrs.
Le champion prend part à l'European Cup Qualifier, phase qualificative pour la Coupe d'Europe de baseball.

## Palmarès
- 1999. Sdusor I Minsk
- 2000. Brest Zubrs
- 2001. Sdusor I Minsk
- 2002. Brest Zubrs
- 2003. Brest Zubrs
- 2004. Brest Zubrs
- 2005. Brest Zubrs
- 2006. Minsk
- 2007. Brest Zubrs
- 2008. Brest Zubrs
- 2009. Brest Zubrs
- 2010. Brest Zubrs